# Brassaï
Brassaï, pseudònim de Gyula Halász (9 de setembre de 1899 - 8 de juliol de 1984), va ser un fotògraf hongarès conegut pels seus treballs sobre París, ciutat on va desenvolupar la seva carrera.
Gyula Halász va néixer el 9 de setembre de 1899 a Brașov, aleshores part d'Hongria, i avui pertanyent a Romania. Quan tenia tres anys, la seva família es va traslladar a París durant un any mentre el seu pare, professor de literatura, ensenyava a la Universitat de la Sorbona. De jove, Gyula Halász va estudiar pintura i escultura a l'Acadèmia de Belles Arts de Budapest abans d'allistar-se en el regiment de cavalleria de l'exèrcit austrohongarès fins al final de la Primera Guerra Mundial. El 1920 Halász es va establir a Berlín, on va treballar com a periodista i va estudiar a la Universitat de les Arts de Berlín.
El gener de 1924 es va traslladar a París on va passar la resta de la seva vida. Va començar a aprendre francès llegint l'obra de Marcel Proust i, vivint entre els nombrosos artistes del barri de Montparnasse, va començar a treballar com a periodista. Aviat va establir amistat amb Henry Miller, Léon-Paul Fargue i el poeta Jacques Prévert.
El treball de Gyula Halász i el seu amor per la ciutat, els carrers de la qual recorria assíduament de nit, el va portar a la fotografia. Més tard escriuria que la fotografia li permetia atrapar la nit de París i la bellesa dels carrers i jardins, sota la pluja i la boira. Utilitzant el nom del seu lloc de naixement, Gyula Halász es va donar a conèixer amb el pseudònim de "Brassaï", que significa "de Brassó". Brassaï va capturar l'essència de la ciutat a les seves fotografies, i va publicar el seu primer llibre fotogràfic el 1932, Paris de nuit. Els seus esforços van tenir un gran èxit, i se’l va anomenar "l'ull de París" en un assaig del seu amic Henry Miller. A més de fotos de la part sòrdida de París, també va produir escenes de la vida social de la ciutat, els seus intel·lectuals, el seu ballet i les grans òperes. Va fotografiar molts dels seus amics artistes, inclosos Salvador Dalí, Pablo Picasso, Henri Matisse, Alberto Giacometti i molts dels escriptors destacats de l'època, com Jean Genet i Henri Michaux.
El 1956, la seva pel·lícula Tant qu'il aura des bêtes va guanyar el premi a la pel·lícula més original al Festival de Cannes i el 1978 va guanyar el Gran Premi Nacional de Fotografia francès.
Considerat per molts com un dels grans fotògrafs del segle xx, Gyula Halász va morir el 8 de juliol de 1984 a Èze (Alps Marítims), al sud de França, i va ser enterrat en el cementiri de Montparnasse de París.
El 2000, en el Centre Georges Pompidou de París es va organitzar una exposició de 450 obres seves amb l'ajut de la seva vídua.

## Creació literària
Brassaï també va escriure disset llibres i nombrosos articles, incloent-hi la novel·la Histoire de Marie el 1948, que es va publicar amb un pròleg de Henry Miller. Sens dubte una de les seves obres de més interès és Converses amb Picasso (1964), artista el qual va fotografiar en innombrables ocasions i a qui l'unia una especial amistat i una sincera admiració mútua.